# Glyphocrangon aculeata
Glyphocrangon aculeata är en kräftdjursart som beskrevs av Alphonse Milne-Edwards 1881. Glyphocrangon aculeata ingår i släktet Glyphocrangon och familjen Glyphocrangonidae. Inga underarter finns listade i Catalogue of Life.